# Apid55
APID 55 är en förarlös helikopter som är utvecklad av företaget CybAero i Linköping. Den första flygningen med helikoptern som visades allmänt gjordes på Gärdet i Stockholm den 8 januari 2008.
Helikoptern är 3 meter lång, väger 160 kg (fulltankad och med maxlast) och kan flyga i fem timmar. APID 55 kan lyfta upp till 50 kilogram last. Det är tänkt att APID 55 ska användas både militärt och civilt.
Den första ordern har Förenade Arabemiraten gjort, genom ett köp av sju helikoptrar för 3,6 miljoner euro. De ska använda helikoptrarna för gränsbevakning.